# 圣庞斯德莫希安
圣庞斯德莫希安（法語：Saint-Pons-de-Mauchiens，法語發音：[sɛ̃ pɔ̃s də moʃjɛ̃]）是法国埃罗省的一个市镇，属于贝济耶区。

## 地理
圣庞斯德莫希安（43°30'48"N, 3°30'51"E）面积13.58 平方千米，位于法国奧克西塔尼大區埃罗省，该省份为法国南部沿海省份，南濒地中海，西南接奥德省，西北接塔恩省和阿韦龙省，东北与加尔省接壤。
与圣庞斯德莫希安接壤的市镇（或旧市镇、城区）包括：蒙塔尼亚克、圣帕瓜尔、于斯克拉斯代罗、维勒韦拉克。

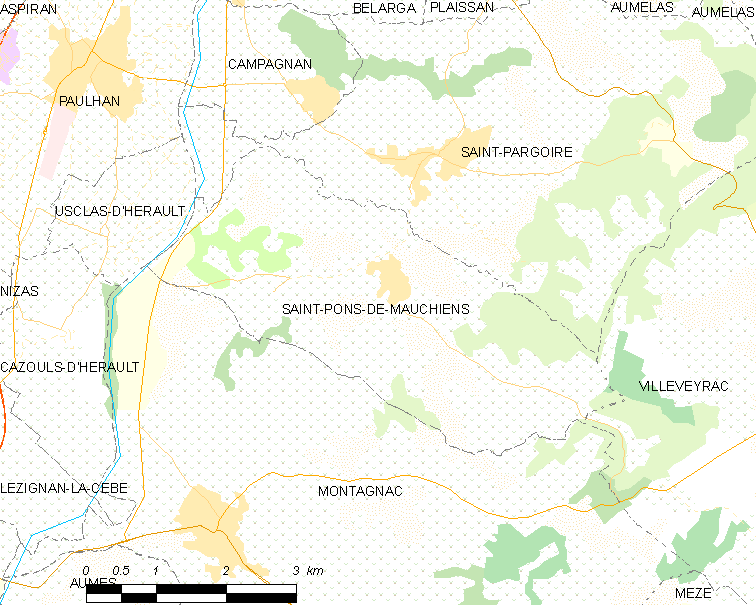
圣庞斯德莫希安的OSM定位图

圣庞斯德莫希安的时区为UTC+01:00、UTC+02:00（夏令时）。

## 行政
圣庞斯德莫希安的邮政编码为34230，INSEE市镇编码为34285。

## 政治
圣庞斯德莫希安所属的省级选区为梅兹县。

## 人口

1962-2008年间圣庞斯德莫希安人口变化图示

圣庞斯德莫希安于2022年1月1日时的人口数量为641人。